# Ktulu (álbum)
Ktulu es el nombre del disco del grupo Ktulu lanzado en 1999. Fue grabado en el estudio Lorentzo Records, en Bérriz.

## Canciones
1. "P.V." 01:00
2. "Pura Vida" 03:53
3. "Diez Toneladas" 04:30
4. "Hiperactividad" 04:06
5. "Alma.Limbo.Polis" 03:56
6. "Génesis" 03:43
7. "Al Este del Purgatorio" 04:59
8. "Voz en Off" 05:05
9. "No Más Estigmas" 03:33
10. "Escarificacion" 03:39
11. "Abismo" 04:53
12. "Stereotipo" 03:50
13. "Bajo en Fuego" 04:12
14. "Prohibido Morir" 05:01